# Corpus (Misiones)
Corpus ist eine Gemeinde des Departamento San Ignacio in der Provinz Misiones im Nordosten Argentiniens. In der Klassifikation der Gemeinden der Provinz gehört der Ort zu den Gemeinden der 2. Kategorie. 

## Geografie
Corpus liegt am linken Ufer des Río Paraná, dem Grenzfluss zu Paraguay. 

## Geschichte
Die Gemeinde wurde 1622 gegründet.

## Persönlichkeiten
- Néstor Pitana (* 1975), Fußballschiedsrichter